# Bromheadia coomansii
Bromheadia coomansii là một loài thực vật có hoa trong họ Lan. Loài này được J.J.Sm. ex Kruiz. & de Vogel mô tả khoa học đầu tiên năm 1997.